# باول هولمز (سياسي)
باول هولمز (بالإنجليزية: Paul Holmes) هو سياسي بريطاني، ولد في 16 يناير 1957 في المملكة المتحدة. حزبياً، نشط في الديمقراطيون الليبراليون. وقد في الانتخابات العامة في المملكة المتحدة 2001، انتخب عضو برلمان المملكة المتحدة الـ53 عن دائرة تشيسترفيلد وقد انضم خلال فترته النيابية ‏ (7 يونيو 2001 – 11 أبريل 2005) للكتلة البرلمانية الديمقراطيون الليبراليون وفي الانتخابات العامة في المملكة المتحدة 2005، انتخب عضو برلمان المملكة المتحدة الـ54 عن دائرة تشيسترفيلد وقد انضم خلال فترته النيابية ‏ (5 مايو 2005 – 12 أبريل 2010) للكتلة البرلمانية الديمقراطيون الليبراليون.